# Chronomaster
Chronomaster — компьютерная игра, разработанная DreamForge Intertainment и выпущенная IntraCorp 20 декабря 1995 года. Сюжет игры написан известным писателем Роджером Желязны в соавторстве с Джейн Линдскольд. Эта работа стала последней для Желязны, умершего от почечной недостаточности 14 июня 1995 года. На вступительной заставке при запуске игры присутствует фотография Желязны с подписью «посвящено памяти Роджера Желязны».

## Сюжет
Сюжет игры идёт от имени Рене Корды — специалиста в области создания «карманных вселенных», небольших искусственных вселенных, обладающих собственной историей, флорой, фауной и даже законами физики. Отошедший от дел Рене Корда получает предложение от правительства Терры провести расследование причин погружения двух карманных вселенных в стазис, и выяснить кто ответственен за произошедшее. Во время предварительного анализа выясняется, что обе вселенные принадлежат одному консорциуму «Карманы Бога». Узнав непосредственных создателей этих вселенных, своих коллег, по почерку, Рене Корда связывается с ними и с удивлением обнаруживает, что они не хотят разговаривать на тему этих вселенных. В итоге Рене ничего не остаётся, кроме как отправиться лично в эти вселенные, чтобы на месте провести расследование.

## Особенности
По сюжету, миры, которые посещает главный герой, погружены в стазис — время внутри них замерло в момент включения состояния стазиса. Чтобы стазис не действовал на Рене Корду, он носит с собой запас «бутылочного времени», создающего вокруг него небольшую сферу, в пределах которой время идёт обычным путём. Это приводит к некоторым особенностям взаимодействия с окружающим миром, например, проходя мимо птицы, замершей в полете, Рене Корда может случайно задеть её сферой и птица продолжит свой полет, пока вновь не окажется за пределами действия бутылочного времени.
Чтобы выключить состояние стазиса, Рене Корде нужно найти «Ключ Мира» — специально созданный объект для управления карманной вселенной. Для его поиска необходимо установить «магнитный резонатор» в северном полюсе планеты, на которой находится Ключ.
Миры, которые предстоит посетить, отличаются разнообразием. Некоторые из них выполнены в привычном футурологическом стиле, некоторые используют элементы фентези и даже магию, а некоторые построены так, как будто их создавал какой-то сумасшедший дизайнер.
Рене Корда носит с собой Универсальный Инструмент (УИ), обладающий способностью изучать мир, в который он попал и подстраиваться под его особенности. Например в одном из миров он может предложить воспользоваться генератором силового поля, а в другом — волшебной палочкой.
Рене Корду сопровождает Персональный Цифровой Помощник (ПЦП) в виде небольшой летающей сферы. ПЦП напрямую соединён с искусственным интеллектом корабля Корды — Коломбиной, обладающей специфическим характером и чувством юмора. Диалоги между Кордой и ПЦП занимают немалую часть составляющей сюжета.
Многие загадки можно решить различными путями, что вносит определённые элементы нелинейности в игру. При этом основная линия сюжета остаётся неизменной.
Игра официально не выходила на русском языке, а в пиратском переводе из-за ошибки игрок сталкивался с нерешаемой загадкой в середине игры.
Адаптированный сюжет игры был выпущен в виде книги в 1996 году (ISBN 0-7615-0422-2).